# 德拉夫諾
德拉夫諾是波蘭的城鎮，位於該國西北部，距離霍什奇諾24公里，由西波美拉尼亞省負責管轄，面積5.03平方公里，海拔高度80米，2006年人口2,399。

## 外部連結
- Official town webpage （页面存档备份，存于）
- Jewish Community in Drawno on Virtual Shtetl

53°13′N 15°45′E / 53.217°N 15.750°E